# 콘도포가

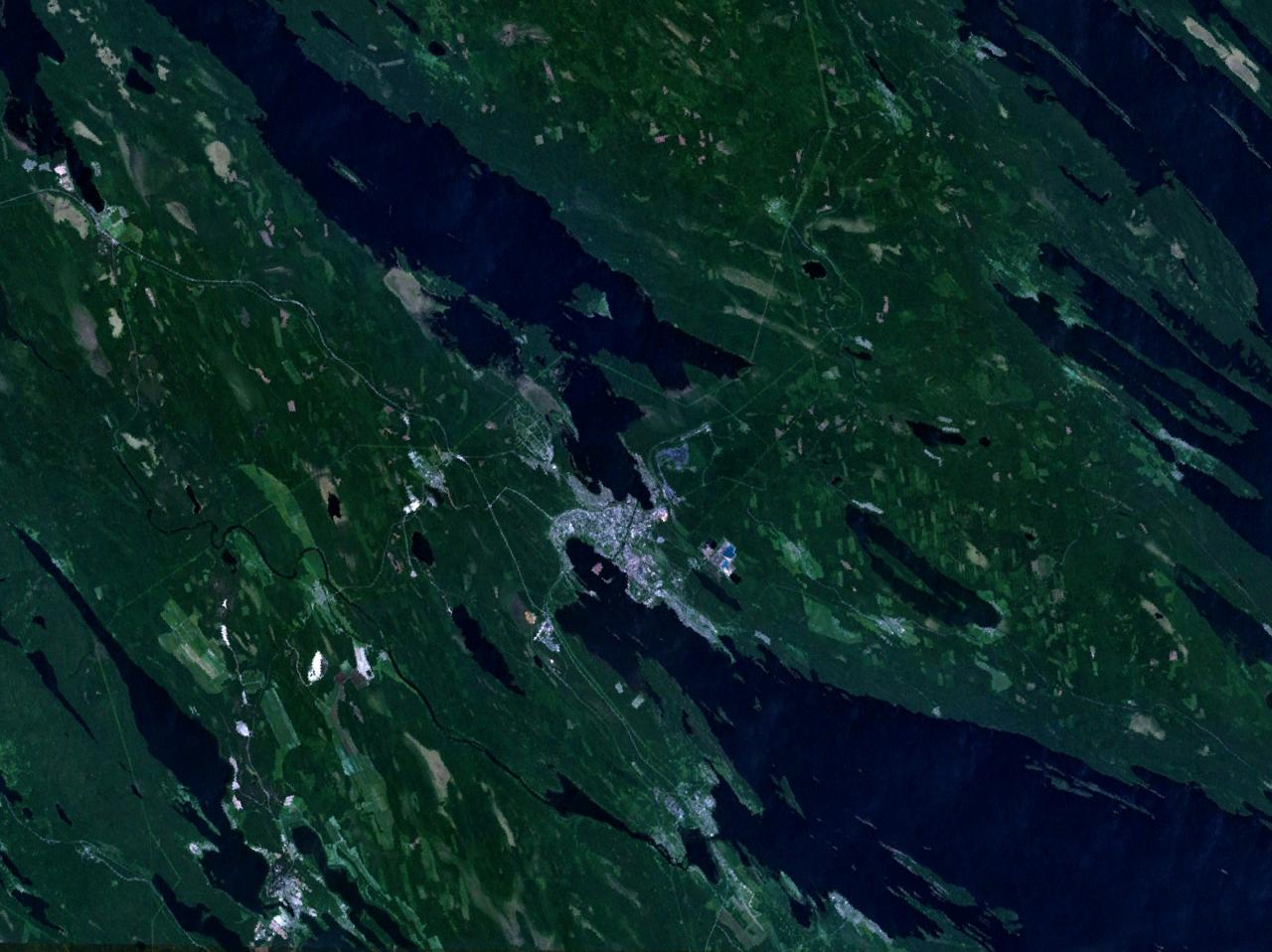
우주에서 바라본 콘도포가

콘도포가(Кондопога, 핀란드어: Kontupohja, 카렐리야어: Kontupohja/Kondupohju)는 카렐리야 공화국에 있는 도시이다. 오네가호에 있는 콘도포가 만에 접해 있고, 수나 강이 북쪽에 있다. 모스크바-무르만스크를 연결하며, 페트로자보츠크에서 54km 떨어져 있다.